# Kryštof Jiří Matuška
Kryštof Jiří Matuška O. Praem. (2. února 1702 Dřevohostice – 3. listopadu 1777 Křtiny) byl římskokatolický kněz, premonstrátský kanovník a v letech 1738–1777 opat kanonie v Zábrdovicích.

## Životopis
Teologii vystudoval v Olomouci, v zábrdovickém klášteře nejprve působil jako profesor teologie. Po svém zvolení opatem se zaměřil na rekonstrukci a klášterních budov. Díky svým organizačním schopnostem nejen zajistil jejich obnovu, ale byla vystavěna tři nová klášterní křídla, navazující na východní křídlo konventu, čímž vznikl konventní dvůr.
V klášterním kostele byla zřízena v letech 1753–1755 Čenstochovská kaple. Pokračoval v záměru svého předchůdce opata Bartlicia ve stavbě nového poutního kostela ve Křtinách. Když přebíral rozestavěný chrám, bylo vystavěno zdivo pouze nad úroveň terénu. Aktuální finanční možnosti ho vedly k redukci stavebního záměru. Místo dvou čelních věží byla vystavěna jedna ve středu průčelí chrámu, druhý ambit nebyl postaven. Dne 1. května 1750 opat Matuška křtinský chrám benedikoval, vnitřní výzdoba pokračovala až do roku 1771, kdy byl kostel vysvěcen biskupem Matyášem F. Chorinským.
Po oslavách 50 let svého kněžství v roce 1777 se vzdal funkce opata. Začátkem listopadu téhož roku zemřel ve Křtinách. Pohřben byl ve zdejším chrámu, o jehož postavení se zasloužil před oltářem sv. Jana a Pavla. Na zdi byla umístěna deska s epitafním nápisem. Jeho ostatky byly znovu objeveny a antropologicky prozkoumány v roce 1991.